# Nuoto ai Giochi della XVI Olimpiade - 1500 metri stile libero maschili
La competizione dei 1500 metri stile libero maschili di nuoto ai Giochi della XVI Olimpiade si è svolta nei giorni 5 e 7 dicembre 1956 allo stadio del nuoto di Melbourne.

## Programma
| Data            | Round    | Note                         |
| --------------- | -------- | ---------------------------- |
| 5 dicembre 1956 | Batterie | I migliori 8 tempi in finale |
| 7 dicembre 1956 | Finale   |                              |

## Risultati

### Batterie
| Pos. | Atleta            | Nazione   | Tempo   | Posizione |
| ---- | ----------------- | --------- | ------- | --------- |
| 1    | Murray Rose       | Australia | 18'04"1 | 2         |
| 2    | Tsuyoshi Yamanaka | Giappone  | 18'04"3 | 3         |
| 3    | William Slater    | Canada    | 18'51"6 | 8         |
| 4    | Guy Montserret    | Francia   | 19'17"4 | 15        |
| 5    | György Csordás    | Ungheria  | 19'44"2 | 18        |

| Pos. | Atleta         | Nazione     | Tempo   | Posizione |
| ---- | -------------- | ----------- | ------- | --------- |
| 1    | Gary Winram    | Australia   | 18'35"7 | 5         |
| 2    | Yukiyoshi Aoki | Giappone    | 18'36"0 | 6         |
| 3    | George Onekea  | Stati Uniti | 19'13"8 | 13        |
| 4    | Peter Duncan   | Sudafrica   | 19'58"5 | 19        |
| 5    | Raúl Martin    | Cuba        | 19'59"9 | 20        |

| Pos. | Atleta             | Nazione          | Tempo   | Posizione |
| ---- | ------------------ | ---------------- | ------- | --------- |
| 1    | George Breen       | Stati Uniti      | 17'52"9 | 1         |
| 2    | Sándor Záborszky   | Ungheria         | 19'01"2 | 10        |
| 3    | Jacques Collignon  | Francia          | 19'10"8 | 12        |
| 4    | Bana Sailani       | Filippine        | 19'16"8 | 14        |
| 5    | Gennady Androsov   | Unione Sovietica | 19'22"6 | 16        |
| 6    | Hans-Joachim Reich | Germania         | 19'28"6 | 17        |

| Pos. | Atleta          | Nazione     | Tempo   | Posizione |
| ---- | --------------- | ----------- | ------- | --------- |
| 1    | Murray Garretty | Australia   | 18'27"4 | 4         |
| 2    | Jean Boiteux    | Francia     | 18'46"6 | 7         |
| 3    | Seizaburo Yagi  | Giappone    | 18'57"3 | 9         |
| 4    | Dave Radcliffe  | Stati Uniti | 19'09"6 | 11        |

### Finale
| Pos.    | Atleta            | Nazione     | Tempo   |
| ------- | ----------------- | ----------- | ------- |
| Oro     | Murray Rose       | Australia   | 17'58"9 |
| Argento | Tsuyoshi Yamanaka | Giappone    | 18'00"3 |
| Bronzo  | George Breen      | Stati Uniti | 18'08"2 |
| 4       | Murray Garretty   | Australia   | 18'26"5 |
| 5       | William Slater    | Canada      | 18'38"1 |
| 6       | Jean Boiteux      | Francia     | 18'38"3 |
| 7       | Yukiyoshi Aoki    | Giappone    | 18'38"3 |
| 8       | Gary Winram       | Australia   | 19'06"2 |